# Félix Dolci
Félix Dolci (Saint-Eustache, 5 maggio 2002) è un ginnasta canadese.

## Biografia
Iniziò a praticare la ginnastica all'età di 6 anni presso la palestra Laval Excellence di Laval, in Québec. La sua prima gara risale al 2009. Sua madre gli suggerì di provare la ginnastica, come espediente per liberare la sua energia, dato che sport come l'hockey e il calcio non riuscivano a farlo adeguatamente. E' allenato da Adrian Balan.
Ai Giochi panamericani di Santiago 2023 ha vinto l'oro nel concorso individuale e nel corpo libero, l'argento nel concorso a squadre, e il bronzo negli anelli e nel volteggio.
Ha rappresentato il Canada ai Giochi olimpici estivi di Parigi 2024, dove ha ottenuto l'8º posto nel concorso a squadre, con Zachary Clay, René Cournoyer, William Émard e Samuel Zakutney.

## Palmarès
- Giochi panamericani

Santiago 2023: oro nel concorso individuale; oro nel corpo libero; argento nel concorso a squadre; bronzo negli anelli; bronzo nel volteggio;
- Pacific Rim Championships

Cali 2024: argento nel concorso a squadre;
- Campionati panamericani

Rio de Janeiro 2022: argento nel volteggio; bronzo nel concorso individuale; bronzo nel concorso a squadre; bronzo nel corpo libero;
Medellín 2023: argento nel concorso a squadre;
- Giochi del Commonwealth

Birmingham 2022: argento nel corpo libero; argento nel concorso a squadre;